# Hypsicera pfumbua
Hypsicera pfumbua là một loài tò vò trong họ Ichneumonidae.